# Synagoga Szlamy Grynberga w Łodzi
Synagoga Szlamy Grynberga w Łodzi – prywatny dom modlitwy znajdujący się w Łodzi przy ulicy Głównej 41, obecnie będącej fragmentem alei Józefa Piłsudskiego.
Synagoga została zbudowana w 1906 roku z inicjatywy Szlamy Grynberga. Mogła ona pomieścić 35 osób. Podczas II wojny światowej hitlerowcy zdewastowali synagogę.